# Namibia, Land of the Brave
Namibia, Land of the Brave ("Namibia, patria dei coraggiosi") è l'inno nazionale della Namibia. L'inno fu scelto per mezzo di un concorso nel 1990, quando il paese divenne indipendente. A vincere fu questa composizione di Axali Doëseb, direttore di un gruppo musicale tradizionale del Kalahari. L'inno, di cui Axali Doëseb realizzò sia le musiche sia il testo, fu suonato ufficialmente la prima volta al primo anniversario dell'indipendenza. Il testo è stato criticato da alcuni musicologi namibiani, secondo cui gli accenti non cadono sempre in modo armonioso rispetto al ritmo musicale.